# Jan Einar Aas
Jan Einar Aas (* 12. Oktober 1955 in Moss) ist ein ehemaliger norwegischer Fußballspieler, der in seinem Heimatland sowie in Deutschland, England, Österreich und auch für die norwegische Nationalmannschaft aktiv war.

## Karriere

### Vereine
Aus der Jugend des in seinem Geburtsort ansässigen Fußballvereins Moss FK hervorgegangen, rückte Aas 1973 in die Profi-Mannschaft auf und spielte bis 1976 in der 2. Divisjon. Als Zweitliga-Meister stieg er 1977 in die 1. Divisjon auf und wurde am Ende der dritten Spielzeit Zweiter der Meisterschaft. 1979 wechselte er nach Deutschland zum Bundesligisten FC Bayern München. Sein Bundesliga-Debüt gab er am 26. Januar 1980 (19. Spieltag) beim 3:1-Sieg im Heimspiel gegen den FC Schalke 04; sein einziges Tor erzielte er am 23. Februar 1980 (22. Spieltag) zum 3:0-Endstand im Heimspiel gegen den VfL Bochum. Der Abwehrspieler kam über ein „Ersatzmann-Dasein“ nicht hinaus und absolvierte in zwei Spielzeiten lediglich 13 Ligaspiele, zwei DFB-Pokal-Spiele und zwei im Europapokal der Landesmeister.
Im März 1981 wechselte er nach England zum Erstligisten Nottingham Forest, den er nach einer Saison wieder verließ da eine im November 1981 zugezogene Verletzung ihn daran hinderte Fuß zu fassen. Von 1983 bis 1987 stand er abermals bei seinem ehemaligen Verein unter Vertrag, stieg 1985 ab, 1986 wieder auf und wurde in seiner letzten Spielzeit in Norwegen erstmals – wie auch die Mannschaft – Norwegischer Meister. Da die Meisterschaft am 10. Oktober endete, wechselte Aas zum Abschluss seiner Karriere nach Österreich zum Bundesligisten FK Austria Wien; kam aber bis Ende des Jahres 1987 nicht mehr zum Einsatz.

### Nationalmannschaft
Zwischen 1977 und 1986 spielte Aas 35 Mal im Nationaltrikot: 29 Mal für die A-Nationalmannschaft (2 Tore) und 6 Mal in Begegnungen, die von der FIFA nicht als A-Länderspiele anerkannt werden/wurden. Sein A-Länderspiel-Debüt gab er am 30. Juni 1977 in Reykjavík bei der 1:2-Niederlage gegen Islands Nationalmannschaft; sein erstes Tor erzielte er am 25. Oktober 1978 in Glasgow bei der 2:3-Niederlage im EM-Qualifikationsspiel gegen Schottlands Nationalmannschaft. Sein letztes Länderspiel bestritt er am 29. Oktober 1986 im EM-Qualifikationsspiel, das in Simferopol mit 0:4 gegen die Nationalmannschaft der Sowjetunion verloren wurde.

## Erfolge
- Deutscher Meister 1980, 1981 (mit dem FC Bayern München)
- Norwegischer Meister 1987 (mit Moss FK)